# Eliurus grandidieri
Eliurus grandidieri е вид бозайник от семейство Nesomyidae.

## Разпространение
Видът е разпространен в Мадагаскар.